# Фалдзінський Степан Маркович
Фалдзінський Степан Маркович (1883, Варшава — 9 вересня 1967, Нова Каховка
) — парковий творець, садівник, творець центрального парку Нової Каховки.

## Біографія
Степан Маркович за національністю поляк, народився у Варшаві. До Другої світової війни мешкав у Северинівці Жмеринського району Вінницької області. Через переділ територій 1939 року залишився у Західній Україні. Переїхав у Нововоронцовку, де заклав міський сад, який був знищений під час війни.
Після війни був запрошений Херсонським обкомом партії у Нову Каховку з завданням побудувати міський парк. Також брав участь в озелененні міста й оформленні скверів.
Помер 1967 року та похований у Новій Каховці.

## Пам'ять

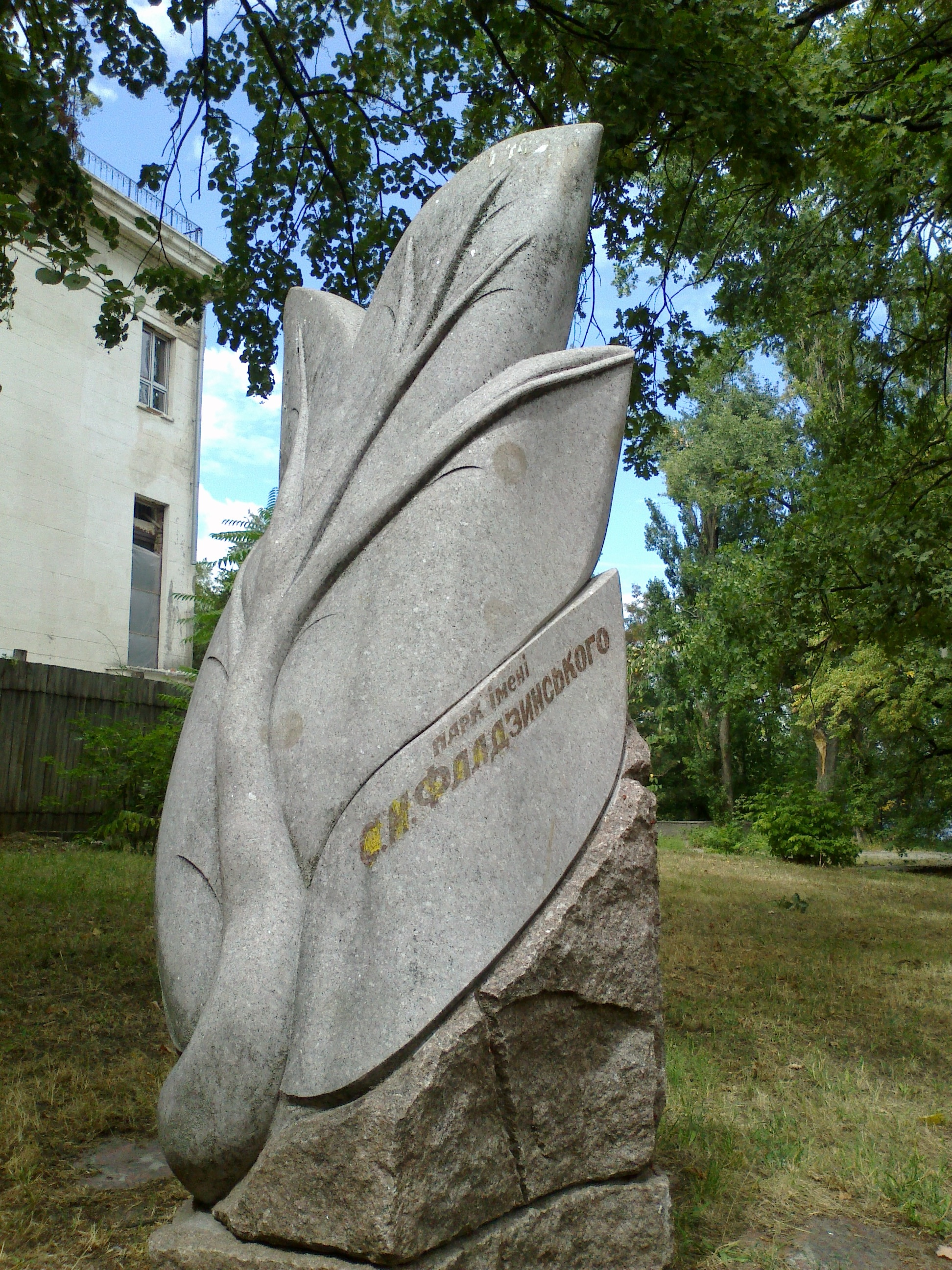
Пам'ятник

Рішенням сесії Новокаховської міської ради створений ним парк культури і відпочинку названий на честь свого творця тай є пам'яткою садово-паркового мистецтва.
2000 року до 50-річчя міста Фалдзінському встановлено пам'ятник у вигляді листка. Автор пам'ятника — Анатолій Бідара.